# Lamma Bada Yatathanna

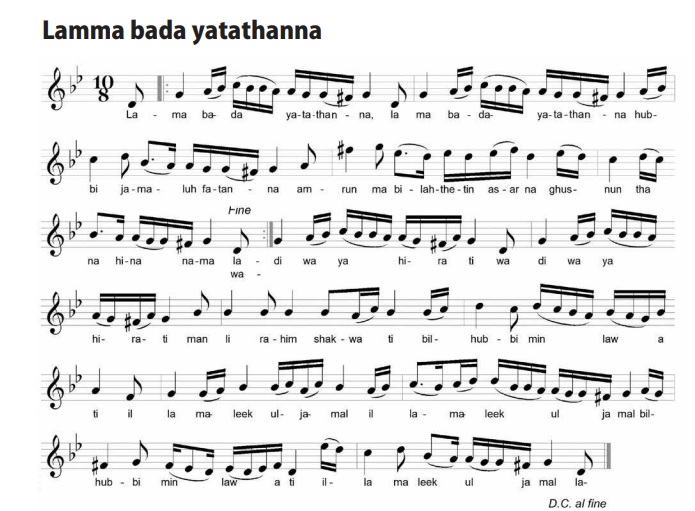
Beispielnoten für Lamma bada yatathanna

Lamma Bada Yatathanna (لما بدا يتثنى, DMG Lammā badā yataṯannā) ist ein arabischer Muwaschschah des Nehawand-Maqam-Tonsystems.

## Geschichte
Zwischen 711 und 1492 wurde ein großes Gebiet der iberischen Halbinsel muslimisch beherrscht. Der Dynastie der Umayyaden gelang nach dem Untergang ihres Kalifats in Damaskus die Flucht nach Al-Ándalus – dies ist der arabische Name des heutigen Andalusien. Unter der Herrschaft des Kalifen Abd ar-Rahman III. entwickelte sich Córdoba zu einem der bedeutendsten Zentren des Mittelmeerraums und der islamischen Welt. Bereits um 961 galt Córdoba als volkreichste und wohlhabendste Stadt Europas, beinahe als Inbegriff des irdischen Paradieses. Mit dem Fall von Córdoba im Jahr 1236 und der Eroberung der Algarve im Jahr 1492 durch die Katholiken (Reconquista) erlosch die muslimische Herrschaft.
Das Lied Lamma bada yathahanna entstand vermutlich in der Zeit des Kalifats von Córdoba (929–1031) oder spätestens während des Emirats von Granada (1238–1492).

## Der Dichter
Das Gedicht gilt als eins der berühmtesten arabischen Stücke seiner Aera. Wer es gedichtet hat, ist umstritten. Es könnte Lisan al-Din Ibn al-Chaṭīb (1313 – 1374) sein, was am plausibelsten erscheint.

## Der Text
| Arabischer Text       | Deutsche Übersetzung                            |
| --------------------- | ----------------------------------------------- |
| لما بدا يتثنى (أمان)  | Als sie sich wiegte, meine Liebe,               |
| حبي جماله فتنى (أمان) | uns mit ihrer Schönheit bezauberte ...          |
| أمرٌ ما بلحظة أسرنا    | Ein Moment, ein Augenblick, hielt uns gefangen, |
| غصن ثنى حين مال       | als sie sich wiegte wie ein Halm.               |
|                       |                                                 |
| وعدي ويا حيرتي        | Mein Versprechen und meine Verwirrung.          |
| مالي رحيم شكوتي       | Wer könnte meine Klagen hören,                  |
| في الحب من لوعتي      | mein Qualen des Liebesfeuers lindern,           |
| إلا مليك الجمال       | außer jener Inbegriff der Schönheit.            |
| مان أمان أمان أمان    | Oh Gnade, oh Barmherzigkeit (4×).               |

## Takt, Rhythmus, Melodie
Der Gesang steht im 10/8-Takt, in einer Aufteilung 3+2+2+3. Wenn Rhythmus-Instrumente unterstützen, kommt ein dum (klingender Bassschlag) auf 1, 6 und 7 und ein tack (harter Slapschlag) auf 4 und 8. Die Tonart ist die harmonische moll-Skala der arabischen Nehawand-Maqam Musik.

## Audio und Video
Das Lied gehört zum Standard-Repertoire der Musik aus dem arabischen und mittelöstlichen Raum. Wie in der überwiegend auf nicht-schriftlicher, oraler Tradierung basierenden arabisch-muslimischen Musiktradition üblich, gibt es auch von Lamma bada yatathanna verschiedene melodische Varianten und keine festgelegte autoritative Fassung, und in Folge natürlich auch etliche mögliche Transkriptionen der Melodie. Es wird auch heutzutage noch von zahlreichen Künstlern interpretiert, u. a. von der libanesischen Sängerin Fairuz, Sabah Fakhri, Rahim AlHaj, Abeer Nehme, Boris ibn Fernbacher al-almany, Sayyid al-Ṣaftī, Lena Chamamyan, Jonatan Derbaq, dem Abdel Karim Ensemble, der Sängerin Fairouz, Hamza El Din, Marsh Dondurma, Nabyla Maan, Sami Yusuf, Samah Mustafa, dem Gesangsquartett Boğaziçi, Haig Yazdjian, dem Ensemble Anima Shirvani und als Jazz-Version von Bruno Brandenberger, Harry Pepl, Werner Pircher, Charlie Mariano, Marc Hellman und Runo Ericksson.